# Affare Lillehammer
L'affare Lillehammer fu una controversa operazione dei servizi segreti israeliani del Mossad svoltasi il 21 luglio 1973 nella città norvegese di Lillehammer, in cui per uno scambio di persona venne assassinato il cittadino marocchino Ahmed Bouchiki, un cameriere fratello del musicista Chico Bouchikhi, futuro fondatore del gruppo dei Gipsy Kings. Ahmed Bouchiki venne scambiato per il terrorista Ali Hasan Salama.
L'operazione, ribattezzata "Collera di Dio", venne organizzata come rappresaglia in seguito al massacro di Monaco dell'anno prima ed era destinata all'uccisione di Salama, ritenuto uno dei responsabili dell'attentato. Bouchiki venne scambiato per Salama e freddato per strada sotto gli occhi della moglie.

## La premessa: il massacro alle Olimpiadi tedesche del 1972
L'affare Lillehammer è legato al massacro di Monaco avvenuto durante le Olimpiadi estive del 1972 a Monaco di Baviera, in cui un commando di terroristi dell'organizzazione palestinese Settembre Nero irruppe negli alloggi degli atleti israeliani, uccidendone due e prendendone in ostaggio altri nove. In seguito all'intervento della polizia tedesca, il sequestro finì con la morte di tutti gli atleti sequestrati, di cinque terroristi e di un poliziotto tedesco.
La vicenda ebbe vastissima eco internazionale e destò preoccupazione in tutto il mondo. Tre degli otto terroristi sopravvissero al blitz della polizia e furono arrestati, ma sfuggirono alla giustizia poche settimane dopo grazie al dirottamento di un aereo della Lufthansa. Minacciando di uccidere tutti i passeggeri, i dirottatori dell'aeromobile riuscirono difatti a ottenere dal governo tedesco la liberazione dei terroristi.

## L'operazione "Collera di Dio"
Per vendicare le vittime e soddisfare i loro cari, il gabinetto di sicurezza israeliano sotto l'allora premier Golda Meir decise nell'autunno 1972 un'operazione di ritorsione a lungo termine, con lo scopo di eliminare gli esecutori dell'attentato e i loro mandanti. Meir promise ai parenti delle vittime che il suo governo avrebbe "stanato ed annientato coloro i quali avevano versato sangue israeliano in Germania, nemmeno 30 anni dopo l'orrore dell'Olocausto"; per raggiungere tale scopo fu deciso di fare ricorso ad una struttura particolare: un'unità esperta, indipendente in tutto, e finanziata segretamente da Israele avrebbe avuto il compito di localizzare e uccidere 11 personaggi designati dal Governo e dal Mossad. Il gruppo ufficialmente non faceva parte del Mossad, né avrebbe dovuto essere riconducibile in alcun modo a Israele. In pratica, i suoi componenti non avrebbero potuto mai contare né sull'appoggio logistico né tanto meno diplomatico da parte di Israele. Tra gli 11 personaggi da eliminare vi era Ali Hasan Salama.

## Chi era Ali Hasan Salama
Nato nel 1943 nel villaggio di Qula, Ali era figlio dello shaykh Hasan Salama, ucciso nel 1948 durante i primi combattimenti tra Arabi e Israeliani. Al contrario di molti altri profughi, Ali Hasan Salama era una persona ricca e colta che aveva studiato in Germania, aveva girato il mondo, godeva di una notevole fama di playboy e amava guidare automobili sportive e circondarsi di belle donne. Nel 1978 avrebbe sposato la libanese Georgina Rizk, vincitrice del titolo di Miss Universo nel 1971.
Ali Hasan Salama era il capo delle operazioni di "Settembre Nero" e con ogni probabilità era pesantemente coinvolto nella pianificazione e organizzazione dell'operazione che sarebbe poi sfociata nel massacro di Monaco. Inoltre, era anche il fondatore e il primo dirigente dell'unità di élite palestinese "Forza 17" che si occupava della protezione e salvaguardia degli alti dirigenti dell'OLP e dei suoi diplomatici. Ali Hasan Salama era una figura quasi leggendaria che godeva di grande carisma e prestigio presso la popolazione palestinese. Il suo soprannome era "Il Principe Rosso".

## La segnalazione
Il team di esperti israeliani aveva già portato a termine alcune missioni, eliminando 4 degli 11 obiettivi. In più, nella notte tra il 9 e il 10 aprile 1973, un commando israeliano assestò un durissimo colpo all'OLP, assaltandone il Quartier Generale a Beirut e uccidendo tre alti dirigenti (compresi nella lista degli 11). L'operazione fu denominata "Sorgente di Gioventù".
Il 28 giugno 1973 il Mossad era riuscito ad assassinare a Parigi l'algerino Mohammed Boudia, ufficialmente gestore di un piccolo teatro nella città francese, ma in realtà noto come esponente di spicco del Fronte Popolare per la Liberazione della Palestina, di ispirazione comunista e presieduto da George Habash. Boudia si era recentemente accostato a "Settembre Nero" e ne era diventato l'agente più importante in Europa, pianificando omicidi e attentati a installazioni. Con l'assassinio di Boudia, il cerchio attorno a Salama si andava restringendo sempre di più.
Salama fu localizzato dapprima a Ulm, in Germania Ovest, dove viveva in un rifugio assieme ad una sua amante tedesca. Il giorno seguente l'assassinio di Boudia, Salama si stava recando a Lilla, in Francia, con un'automobile. Appresa dalla radio la notizia della morte di Boudia, comprese di essere in pericolo e fece ritorno precipitosamente in Germania Ovest. Dopo poco tempo, la sua presenza fu segnalata ad Amburgo e questa circostanza, unita ad alcuni rapporti del Mossad che avvertivano di una possibile azione da parte di "Settembre Nero" in Scandinavia, fece concentrare le ricerche in Danimarca e Svezia.
Il 10 luglio 1973 tre agenti del Mossad furono inviati a Stoccolma in attesa di istruzioni. Dopo pochi giorni, l'operazione fu annullata poiché si scoprì che i rapporti che avvertivano circa un possibile attentato o rapimento in Svezia erano falsi ed erano stati fabbricati ad hoc per corroborare la tesi dell'azione terroristica in territorio scandinavo. Mentre gli agenti si preparavano a ripartire verso Israele, arrivò il contrordine di rimanere in loco poiché in virtù un nuovo rapporto proveniente da Ginevra, si sarebbe dovuto tener d'occhio un algerino chiamato Kamal Benamane che aveva preso un aereo diretto verso Copenaghen.
Benamane era sposato con una ricca donna svizzera e, nonostante la sua occupazione ufficiale fosse quella di operaio, frequentava gli ambienti e i ricevimenti delle ambasciate mediorientali, utilizzando spesso per i suoi spostamenti veicoli diplomatici. Queste incongruenze nella sua vita avevano indotto il Mossad a qualificarlo come un importante corriere di organizzazioni terroristiche. Un rapporto successivo, menzionava il fatto che Benamane avrebbe dovuto incontrare Salama. Arrivato a Copenaghen, Benamane si imbarcò su un altro volo diretto a Oslo, dove il Mossad perse le sue tracce. Rintracciato nuovamente in una modesta pensione, Benamane riuscì ancora una volta a sottrarsi agli agenti del Mossad che però riuscirono a sapere dalla proprietaria della pensione che il medesimo era partito per recarsi a Lillehammer.

## Pedinamenti e omicidio
Una volta rintracciato Benamane a Lillehammer, scattò l'operazione di pedinamento del medesimo. Arrivato presso un caffè, Benamane si sedette ad un tavolo e dopo poco tempo fu raggiunto da due uomini: uno di loro aveva una forte rassomiglianza con Salama, nonostante portasse i baffi. Una squadra di agenti speciali del Mossad (e non il gruppo autonomo) fu quindi spedita nella cittadina norvegese per seguire i movimenti del ricercato. I componenti del commando erano Dan Arbel, Avraham Gehmer, Zvi Steinberg, Michael Dorf, Marianne Gladnikoff e Yigal Zigal. L'operazione, organizzata in tempi molto rapidi, fu subito approssimativa: i pedinamenti del sospettato furono eseguiti in modo discontinuo e dissennato. Il presunto Salameh, infatti, si muoveva in bicicletta per le strade della città senza alcuna scorta, dimostrando una perfetta conoscenza delle strade di un posto in cui poteva essere giunto al massimo tre settimane prima. La patria di Salameh era Beirut, non Lillehammer, ed anche il fatto che l'uomo che stavano pedinando conoscesse discretamente il norvegese avrebbe dovuto insospettire gli agenti.
Tutte queste incongruenze non influenzarono tuttavia il corso dell'operazione ed il 21 luglio 1973 il commando entrò in azione: nella mattinata i membri della squadra incaricata della sorveglianza seguirono l'obiettivo in una piscina pubblica dalla quale egli uscì in compagnia di una donna in evidente stato di gravidanza. Verso le 14 dello stesso giorno, i membri dell'unità incaricata dell'eliminazione giunsero a Lillehammer, dove si registrarono sotto falso nome all'Oppland Tourist Hotel. Alle 20 circa la squadra di sorveglianza segnalò che l'obiettivo era entrato in un cinema in compagnia della stessa donna. L'unità di eliminazione lasciò l'albergo e salì su un'autovettura Mazda. Alle 22:35 circa il presunto Ali Hasan Salama e la donna che lo accompagnava uscirono dal cinema, salirono su un autobus e scesero ad una fermata posta a breve distanza dalla loro abitazione.
Due membri del commando uscirono dalla Mazda e spararono utilizzando pistole Beretta calibro 22. Le urla della donna attirarono l'attenzione dei passanti e il commando rientrò nella vettura fuggendo dalla scena del delitto. La vicenda suscitò enorme scalpore, poiché gli agenti segreti di Gerusalemme avevano ucciso Ahmed Bouchiki, un innocente cameriere marocchino emigrato in Norvegia molti anni prima, benvoluto da tutti, sposato con una donna norvegese e la cui unica colpa era quella di assomigliare incredibilmente ad Ali Hasan Salama.
Successivamente, il commando abbandonò la Mazda e salì su una Peugeot precedentemente noleggiata da una compagnia scandinava. Alcuni passanti notarono lo scambio dei veicoli e avvertirono la Polizia norvegese che quindi diramò l'ordine di ricerca di una Peugeot. L'errore più grave fu quello di utilizzare nuovamente la Peugeot per lo spostamento verso l'aeroporto. Il personale di servizio avvertì la Polizia che arrestò i due occupanti, Marianne Gladnikoff e Dan Arbel. Durante l'interrogatorio, Marianne Gladnikoff cedette e rivelò l'ubicazione del rifugio. In tasca a Dan Arbel furono trovati alcuni fogliettini che riportavano numeri di telefono che avrebbero inchiodato Yigal Zigal (che come copertura utilizzava un impiego presso le linee aeree israeliane El Al).

## L'arresto dei componenti
La confessione di Marianne Gladnikoff portò all'irruzione nell'appartamento ove si trovavano Yigal Zigal, Zvi Steinberg e Michael Dorf. Zigal provò a far valere la sua immunità diplomatica, ma fu tratto in arresto assieme agli altri occupanti. Nella perquisizione fu rinvenuto un cablogramma proveniente dal Mossad che riportava istruzioni sulla procedura da seguire nell'azione. Indosso a Dorf fu rinvenuto un mazzo di chiavi con l'indirizzo di un appartamento di Parigi. La Polizia francese perquisì l'appartamento (che costituiva un rifugio per gli agenti del Mossad) e trovò altre chiavi che conducevano ad altrettanti rifugi parigini.
Al processo che seguì, furono rivelati i dettagli dell'operazione e i componenti del commando (con l'eccezione di Michael Dorf, che fu assolto) furono condannati a pene detentive tra i due e i cinque anni e mezzo. Tutti quanti furono comunque scarcerati e rimessi in libertà entro 22 mesi. La vedova di Bouchiki, la figlia e un figlio nato da una precedente relazione, ricevettero nel 1996 un risarcimento da Israele per un ammontare di 400000 dollari.

## Le azioni successive contro Ali Hasan Salama
In seguito a questo clamoroso fiasco e allo scoppio della Guerra di Yom Kippur, la caccia a Salama da parte del Mossad fu interrotta. Nel gennaio 1974 il gruppo "free lance" ricevette l'informazione che Salama si sarebbe incontrato il giorno 12 dello stesso mese con altri componenti dell'OLP al confine tra Svizzera e Liechtenstein, in una chiesa della cittadina di Sargans. Dopo un attento studio dei possibili luoghi d'azione, fu deciso che la chiesa avrebbe rappresentato il luogo più sicuro per portare a termine l'azione. Un incaricato della sicurezza di Salama, accortosi della presenza degli israeliani fu ucciso prima che potesse prendere la pistola. Nelle concitate fasi che seguirono, gli altri componenti del gruppo si imbatterono in un gruppetto di preti terrorizzati che furono tenuti sotto sorveglianza da un componente mentre gli altri perlustravano la chiesa alla ricerca di Salama. Fu deciso tuttavia dal capo del gruppo di annullare l'operazione che ormai rischiava di essere compromessa.
L'ultimo tentativo del gruppo "free lance" di uccidere Ali Hasan Salama si verificò il 10 ottobre 1974 quando arrivò l'informazione che l'obiettivo si trovava in una villa di Tarifa, in Spagna. Il commando (privo di due membri, rimasti uccisi pochi mesi prima) penetrò attraverso la recinzione della villa con l'obiettivo di uccidere Salama, ma si imbatté in una guardia del corpo armata di Kalashnikov che fu uccisa all'istante. Ancora una volta, il commando desistette e l'operazione fu annullata.
Successivamente, Salama riuscì, in quanto capo di "Forza 17", a concludere importanti accordi sottobanco con la CIA, il controspionaggio statunitense, all'indomani dello scoppio della guerra civile in Libano. In pratica, l'unità di Salama offrì protezione ai diplomatici statunitensi in un'area dagli equilibri fortemente instabili. Il 20 giugno 1976 gli uomini di "Forza 17" si occuparono di proteggere l'evacuazione di civili statunitensi e stranieri dalle spiagge di Beirut verso le navi della VI Flotta USA che stazionava al largo. Secondo voci non confermate, Salama, di comune accordo con Yasser Arafat, segnalò più volte i piani di azioni che frange dissidenti dell'OLP preparavano. La strategia dell'OLP consisteva nel cercare un accreditamento presso gli USA come interlocutore attendibile che aveva abbandonato la strada del terrorismo. Alcuni testimoni affermano inoltre che Salama visitò Disney World in Florida, accompagnato da agenti della CIA, realizzando un suo sogno d'infanzia.
Nel 1977 in Israele salì al potere Menachem Begin e la sua politica fu spesso critica nei confronti degli USA anche perché il Presidente statunitense Jimmy Carter aveva visitato a Damasco un nemico giurato di Israele come Hafiz al-Asad. Fu deciso di perseguire nell'intento di assassinare Salama in parte per il suo ruolo nel Massacro di Monaco, ma soprattutto per evitare un ulteriore avvicinamento tra l'OLP e gli USA. L'attentato fu preparato meticolosamente: era il gennaio 1979 e una pittrice inglese di nome Erika Chambers aveva preso in affitto un'abitazione a Beirut a poca distanza dalla casa di Salama. La pittrice era in realtà un agente del Mossad. Verso la metà dello stesso mese, un gruppo di sommozzatori israeliani provenienti da un'imbarcazione che incrociava presso le coste di Beirut consegnò nottetempo a due agenti del Mossad, sulla spiaggia di Beirut, circa 5 kg di esplosivo "hexagene" equivalente a 30 kg di dinamite.
L'esplosivo fu utilizzato per riempire un maggiolino Volkswagen che fu parcheggiato ad un lato di via Bekaa. Il pomeriggio del 23 gennaio 1979 Salama doveva recarsi alla festa di compleanno di sua nipote e uscì di casa alle 15:45 circa utilizzando la sua Chevrolet, accompagnato dagli uomini della sua scorta. L'agente Chambers segnalò l'uscita di Salama e non appena la sua autovettura giunse in corrispondenza della Volkswagen imbottita di esplosivo, gli agenti del Mossad attivarono il detonatore causando una terribile esplosione che uccise le sue quattro guardie del corpo e quattro passanti. Salama riuscì ad uscire dalla Chevrolet con una grossa scheggia di metallo conficcata in testa. Fu portato immediatamente all'Ospedale statunitense di Beirut, ma morì alle 16:03 mentre si trovava sul tavolo operatorio.

## Conseguenze
L'affare Lillehammer fu uno dei più grossolani e clamorosi errori nella storia del Mossad, che fu costretto a rivedere le modalità per le operazioni all'estero, e rimane uno dei peggiori fiaschi di un servizio segreto dal dopoguerra ad oggi. D'altra parte, coloro che erano allora alla guida del Mossad si difesero sostenendo che "solo i servizi segreti che non fanno nulla non sbagliano mai".